# François Morvan
Pour les articles homonymes, voir Morvan (homonymie).
François Morvan, né le 6 août 1983 à Châteaubriant, est un skipper français.

## Biographie
Il est médaillé de bronze avec Marie Riou aux Championnats d'Europe de Nacra 17 en 2013 sur le lac de Côme.
Il remporte l'édition 2015 du Tour de France à la voile avec Xavier Revil et l'équipage du Spindrift.